# Lewis Hallam Jr.
Lewis Hallam Jr. (Londra, 1740 – Filadelfia, 1808) è stato un attore teatrale e direttore teatrale inglese.

## Biografia
Hallam Jr. provenne da una famiglia attiva da molte generazioni nel mondo dello spettacolo e sin da piccolo visse sia seguendo, passo dopo passo, le lunghe tournée del padre attore, imparando precocemente le basi della recitazione.
Nel 1752 la compagnia paterna effettuò negli Stati Uniti d'America quella che viene ritenuta la prima tournée di spettacoli incentrati sull'arte drammatica e sulle opere shakespeariane segnando una svolta ed un inizio per la cultura americana.
Dopo la morte del padre, Hallam Jr. divenne la star della compagnia, interpretando per primo sul palcoscenico statunitense ruoli come quello di Amleto.
Hallam Jr. si trasferì successivamente in Giamaica e, dopo la Guerra d'indipendenza americana, tornò in patria dirigendo la Old American Company, che però abbandonò dopo diciassette anni: le cronache riportano come causa la sua scarsa abilità da imprenditore, tanto che la compagnia fallì nel 1905.
Si distinse come attore per il suo gran talento, che gli consentì di assumere il ruolo di protagonista del Principe di Partia di Thomas Godfrey (1767), considerata la prima tragedia realizzata da uno scrittore statunitense e rappresentata da una compagnia teatrale. Nel 1769, mise in scena Dear Heart! What a Terrible Life I Am Led, la prima performance di un recital musicale basato su uno stile afroamericano.
Anche per questo motivo Hallam Jr. viene considerato un pioniere del teatro negli Stati Uniti, ma anche una persona con un carattere non bellissimo e finanziariamente non brillante.